# Мазеллов, Илья
Илья́ Ива́нович Коряко́в (род. 28 апреля 1999, Москва, более известный как Илья́ Мазе́ллов или mzlff)  — российский блогер, стример, музыкант, участник рэп-баттлов. Буст года по версии портала The Flow (2024).

## Биография
Илья Коряков родился 28 апреля 1999 года в Москве. Мать работает учительницей в школе.
Со школьных лет занимался созданием видеоконтента на YouTube и мечтал стать стримером. Со слов блогера, уже в 6 классе он мечтал набрать 50 000 подписчиков. Первые шаги он сделал в школьные годы, занимаясь монтажом видео и проводя трансляции после школьных занятий.
В 15 лет Илья начал снимать ролики по игре Minecraft, но вскоре понял, что это не его и в старшей школе переключился на создание контента по Counter-Strike.
Первые трансляции Ильи на платформе Twitch состоялись в 2016 году. Изначально его увлечение не получило поддержки со стороны родителей, которые рассматривали это занятие как несерьёзное. Однако позже они изменили своё отношение, признав достижения сына и начав оказывать ему поддержку.
После школы поступил на экономический факультет в МИРЭА, но учёба давалась ему тяжело из-за нелюбви к экономике и математике.
С 2018 года Илья стал активно вести трансляции на платформе Twitch, делая диссы про популярных стримеров, тем самым получив свою первую известность. Мазеллов преимущественно проводил стримы в категории «Общение», собирая тысячный онлайн. Периодически он стримил игры, включая такие популярные, как CS:GO, Dota 2, Among Us, Fall Guys, Gartic Phone и другие.
В 2020 году его пригласили в популярное сообщество стримеров Twitch — «89 SQUAD», в котором также состоят такие известные стримеры как JesusAVGN, Bratishkinoff, T2x2, Stintik и другие.
23 мая 2023 года преодолел отметку в 1 млн подписчиков на своём канале Twitch. Количество зрителей на его стримах достигает около 10 тысяч человек.

## Музыкальная карьера

### Рэп-баттлы
На втором курсе университета познакомился с культурой рэп-баттлов и начал писать свои тексты. С 2018 по 2024 год поучаствовал в 14-ти баттлах, 9 из которых он выиграл. В баттлах использовал псевдонимы Маз Корж и MZLFF.

### Сольная карьера
С 2018 года выпускает свою музыку вначале под псевдонимом MZLFF, а позже — mzlff.
Первый EP «2018 year» артист выпустил в 2018 году совместно с Byze и Superhazepuff.
В 2019 году Мазеллов выпустил свой первый полноценный альбом «Ничего плохого». После выхода этого альбома творчество Ильи стали ассоциировать с Pyrokinesis, сам Андрей Федорович (реальное имя артиста) в 2023 году говорил о Мазеллове так:
Твой вклад в культуру оценивается количеством качественных подражателей. Наверное, я даже в какой-то степени рад, что появился такой человек... Я думаю, что через какое-то время он найдёт себя в какой-то своей стилистике...
Первую широкую известность в мире музыки Илье принёс выпущенный под псевдонимом Маз Корж в 2021 году трек «Я помню». Трек быстро завирусился в YouTube и TikTok, реакцию на него записали разные знаменитости, такие как Бустер, Моргенштерн, Ивангай, CMH, Виталий Гогунский, Lida, Папич и другие.
25 ноября 2022 года выпустил альбом «к маяку вселенной» и к 30 ноября занял 1-е место в суточном чарте BandLink, а в еженедельном чарте он занимал 7-е место.
В 2022 году mzlff дал свои первые сольные концерты в Москве и Санкт-Петербурге, а в 2023 году провёл два тура по городам России под названиями «MZLFF TOUR 2023» и «Ам Ням tour», в рамках которых он посетил 10 и 23 города России соответственно.
В 2023 году принял участие в музыкальных фестивалях Summer Sound x beeline и Red Summer 2023.
24 мая 2024 года mzlff и CMH выпустили сингл «бэйслайн бизнес», который быстро набрал популярность на русскоязычных музыкальных площадках. 26 мая трек занял 13-е место в дневном чарте BandLink, 20 июня — 29-е место в Топ-100 Spotify (Республика Беларусь) и 85-е место в чарте Яндекс Музыки. По состоянию на январь 2025 года под звук «бэйслайн бизнес» в TikTok было снято 46,5 тысяч клипов, а клип с этой песней на YouTube набрал 4,1 млн просмотров.
С октября по декабрь 2024 года артист провёл «Взрослый тур» по городам Казахстана и России.
22 ноября 2024 года был выпущен трек Booker «GDE PAPA LONGMIX» совместно с mzlff, CMH и Славой КПСС. Трек занял 28-е место в топ-50 песен 2024 года по версии The Flow, а клип на эту песню попал в топ-15 клипов 2024 года по версии Яндекс Музыки и в топ-20 клипов 2024 года по версии The Flow.

### Альбом «светлая сторона»
11 октября 2024 года выпустил альбом «светлая сторона», в записи которого также участвовали Слава КПСС, Booker, CMH, Playingtheangel, STED.D, Екатерина Яшникова и Кристина Шерман.
За сутки до выхода альбом занял 1-е место в дневном чарте BandLink и 2-е место в недельном чарте, а после выхода — 3-е место в дневном чарте BandLink и 2-е место в недельном, 22-е место в Топ-100 Spotify (Республика Беларусь), 96-е место в Топ-100 Spotify (Украина) и 97-е место в Топ-100 Spotify (Казахстан), а также 7-е место в чарте альбомов Apple Music, а трек «в пряничном домике» из этого альбома 26 декабря занял 17 место в чарте Russia на YouTube Music.
1 октября альбом набрал 25 тысяч пресейвов на Яндекс Музыке, после чего mzlff весь день 2 октября вёл Telegram-канал Яндекс Музыки, это было частью PR-компании альбома. В конечном итоге альбом поставил рекорд с большим отрывом в российской музыкальной индустрии по количеству пресейвов (32 тысячи) и получил номинацию «Самый ожидаемый релиз 2024 года» от Яндекс Музыки.
Выпуск альбома «светлая сторона» стал поводом для создания плейлиста «Топ ожиданий» на Яндекс Музыке, в котором треки упорядочены по количеству пресейвов, начиная с самых ожидаемых.

## Личная жизнь
У Ильи есть старший брат и две младших сестры.
Артист состоит в отношениях с девушкой по имени Ксения (род. 2000).

## Благотворительность
25 августа 2024 года совместно с Booker, Славой КПСС, CMH и Кишлаком принял участие в благотворительном концерте в Москве. Собранные средства (₽4,9 млн) были направлены на гуманитарную помощь жителям Курской области, пострадавшим от боевых действий.

## Дискография

### Альбомы
| Название            | Детали                                                                                 | Список песен |
| ------------------- | -------------------------------------------------------------------------------------- | --- |
| «Ничего плохого»    | - Релиз: 1 октября 2019 - Лейбл: The Fence - Формат: цифровая дистрибуция, стриминг    | Список - «Муза» - «Эдемово яблоко» - «Руку на пульсе» - «Станционный смотритель» - «Смерть на перепутье» - «История о семействе мушек с хорошей концовкой» - «Отражение» - «Город за горизонтом» |
| «Космоцветок»       | - Релиз: 1 декабря 2020 - Лейбл: The Fence - Формат: цифровая дистрибуция, стриминг    | Список - «Новая муза» - «Эвкалиптова ветвь» - «Девочка из аптечной» - «Космоцветок» - «Диана» - «Сказка о теневом мире» - «Противоречие выборов» (при уч. ксх) - «Шестьдесят минут» - «Люцифер стихотворное» |
| «К маяку вселенной» | - Релиз: 25 ноября 2022 - Лейбл: Legacy Music - Формат: цифровая дистрибуция, стриминг | Список - «Беспорядочная сказка (муза III)» - «Который ищет маяк» - «Позже будет больнее» - «Человейники» - «Глобальный вайп» - «Аэростат» - «Тэм на коллеж» - «Кто-то должен опылять цветок» - «Абсолютный ноль» - «Рожденный умереть» - «Ты рядом» (при уч. qwiza) - «Не то, что ты хотела бы слышать под лоуфай» - «Оттепели не быть» - «Тебе понравится»                                                      |
| «Холода ветра»      | - Релиз: 18 октября 2023 - Лейбл: Zion Music - Формат: цифровая дистрибуция, стриминг  | Список - «Интро» - «Моё имя» - «Анабиоз» (при уч. STED.D) - «Красивая красота» - «Снежинка» - «Жизненная» - «Аутро» |
| «Светлая сторона»   | - Релиз: 11 октября 2024 - Лейбл: The Fence - Формат: цифровая дистрибуция, стриминг   | Список - «Для тебя» - «Всем вернётся» - «Поровну» - «В пряничном домике» - «Сейв» - «Почемучка» (при уч. Екатерина Яшникова) - «Примагнитило» - «Кто убил лирический рэп» - «Ящики» (при уч. Booker) - «Hate Core» (при уч. CMH и Слава КПСС) - «Не создать цветы» (при уч. playingtheangel) - «Кладбище спасательных кругов» - «Другая сторона» (при уч. STED.D) - «Мои маленькие кошмары» - «Осенний листопад» |
| «Не забытое старое» | - Релиз: 28 февраля 2025 - Лейбл: The Fence - Формат: цифровая дистрибуция, стриминг   | Список - «Откат» - «Цветочек маленький» - «Космоцветок» - «Эвкалиптова ветвь» - «Графиками выходных» - «Станционный смотритель» - «Руку на пульсе» |

### Мини-альбомы
| Название  | Детали                                                                                            | Список песен |
| --------- | ------------------------------------------------------------------------------------------------- | --- |
| 2018 Year | - Релиз: 16 декабря 2018 - Лейбл: Wav Alon Entertainment - Формат: цифровая дистрибуция, стриминг | Список - «Ламбо» - «Tru3 B3ng3r» - «Fen» - «Soon»                                                                                 |
| Anemone   | - Релиз: 21 апреля 2023 - Лейбл: Zion Music - Формат: цифровая дистрибуция, стриминг              | Список - «Почему космос не пишет про нас» - «Однополярности» (при уч. STED.D) - «Дорога из Миннесоты» - «Царапка» - «Родинки»     |
| ADHD      | - Релиз: 25 апреля 2025 - Лейбл: The Fence - Формат: цифровая дистрибуция, стриминг               | Список - «1212» - «Мы не станем другими» (при уч. GSPD) - «Trinity Cypher» (при уч. ИЗТОЛПЫ и kcx) - «Во дворе» - «С самим собой» |

### Синглы
- Титры (2019)
- Бессмертен (2019)
- Графиками выходных (2019)
- Лирикал лонг (при уч. TRACEMC, Rauf Hattab, Solovey и ксх) (2020)
- Неудачный фильм (2020)
- Бес концепта (2020)
- Оттепель (2021)
- В абрикосовой долине (2021)
- Это моя весна (при уч. всегдамечтал) (2021)
- Увидимся следующим летом (2021)
- Дисс на дашу корейку (2021)
- Я помню (под псевдонимом Маз Корж) (2021)
- Капель (2021)
- Бумажный самолёт (2021)
- Девочка с тиктока (совместно с FirstFeel, Шары) (2021)
- Дисс на некоглая (при уч. Стинт) (2022)
- ATM 3 (совместно с FirstFeel, Beatcaster, ЮГ 404, N.MASTEROFF и ФРИК ПАТИ) (2022)
- FLUV (feat. DK) (2022)
- Первый секс (совместно с Стинт) (2022)
- AUTOBAN (совместно с JackLooney) (2022)
- Я не боюсь ошибаться (совместно с Серёга Пират) (2023)
- Игрушки (2023)
- Лоу-фай детка (при уч. STED.D) (2023)
- 140 BPM Cypher (совместно с OttO, Никита Мастяк, ИзТолпы и edik_kingsta) (2024)
- Старая панк волна (совместно с Слава КПСС) (2024)
- Ракушки и ракушки (2024)
- Ты не поймёшь (совместно с Стинт) (2024)
- Catharsis (при уч. CMH) (2024)
- Пойдём со мной (feat. ИзТолпы) (2024)
- Бэйслайн бизнес (совместно с CMH) (2024)
- Gde Papa? (совместно с Booker, Три дня дождя, Ай как просто и kussia) (2024)
- Привет (2024)
- Буря, метель и мгла (feat. Канги, STED.D) (2024)
- Gde Papa Longmix (совместно с BOOKER, CMH и Слава КПСС) (2024)[51]
- Чёртово колесо (2024)
- Rolls Royce Phantom (совместно с Слава КПСС и Skurt) (2025)
- Я устал (совместно с «Наше последнее лето») (2025)
- Во дворе (2025)
- phantasmagoria (2025)
- невыносимо (feat. Слава КПСС) (2025)

### Комментарии
1. ↑  На Twitch известен как mazellovvv
2. ↑  Также встречается написание псевдонима заглавными буквами — MZLFF